# 岡野憲一郎
岡野 憲一郎（おかの けんいちろう、1956年 - ）は、日本の医学者・精神科医・精神分析家。学位は、博士（医学）。京都大学名誉教授。

## 来歴
- 1956年 - 千葉県に生まれる
- 1982年 - 東京大学医学部卒業
- 1982年 - 東京大学精神科病棟にて研修
- 1983年 - 東京大学精神科外来部門にて研修
- 1986年 - パリ、ネッケル病院にフランス政府給費留学生として研修
- 1989年 - オクラホマ大学精神科レジデント
- 1990年 - メニンガー・クリニック精神科レジデント
- 1994年 - カンザス州ショウニー郡精神衛生センター医長
- 1999年 - 東京大学より博士（医学）の学位を取得[2]
- 2004年 - 国際医療福祉大学大学院医療福祉学研究科臨床心理学専攻教授
- 2014年 - 京都大学大学院教育学研究科臨床心理実践学講座教授
- 2022年 - 京都大学を定年退職[3]、京都大学名誉教授[4]。本郷の森診療所院長。

## 学会
- 国際精神分析協会正会員
- アメリカ精神分析協会正会員
- 日本精神分析協会正会員

## 著書

### 単著
- 『外傷性精神障害—心の傷の病理と治療』岩崎学術出版社、1996年。ISBN 9784753395125。
- 『恥と自己愛の精神分析—対人恐怖から差別論まで』岩崎学術出版社、1998年。ISBN 9784753398096。
- 『新しい精神分析理論—米国における最近の動向と「提供モデル」』岩崎学術出版社、1999年。ISBN 9784753399079。
- 『心のマルチ・ネットワーク—脳と心の多重理論』講談社、2000年。ISBN 9784061495197。
- 『中立性と現実—新しい精神分析理論』岩崎学術出版社、2002年。ISBN 9784753302062。
- 『自然流精神療法のすすめ—精神療法、カウンセリングをめざす人のために』星和書店、2003年。ISBN 9784791105151。
- 『気弱な精神科医のアメリカ奮闘記』紀伊國屋書店、2004年。ISBN 9784314009744。
- 『忘れる技術—思い出したくない過去を乗り越える11の方法』創元社、2006年。ISBN 9784422113814。
- 『脳科学と心の臨床—心理療法家・カウンセラーのために』岩崎学術出版社、2006年。ISBN 9784753306138。
- 『解離性障害—多重人格の理解と治療』岩崎学術出版社、2007年。ISBN 9784753307067。
- 『治療的柔構造—心理療法の諸理論と実践との架け橋』岩崎学術出版社、2008年。ISBN 9784753308095。
- 『新外傷性精神障害—トラウマ理論を越えて』岩崎学術出版社、2009年。ISBN 9784753309085。
- 『続 解離性障害』岩崎学術出版社、2011年。ISBN 9784753310289。
- 『心理療法／カウンセリング 30の心得』みすず書房、2012年。ISBN 9784622077022。
- 『脳から見える心—臨床心理に生かす脳科学』岩崎学術出版社、2013年。ISBN 9784753310616。
- 『恥と「自己愛トラウマ」—あいまいな加害者が生む病理』岩崎学術出版社、2014年。ISBN 9784753310739。

### 監修
- 『多重人格者—あの人の二面性は病気か、ただの性格か』講談社、2009年。ISBN 9784062789585。

### 編集
- 『わかりやすい「解離性障害」入門』星和書店、2010年。ISBN 9784791107452。

## 関連人物
- 土居健郎
- 安永浩
- 中安信夫
- 北山修
- 松木邦裕
- 柴山雅俊
- 横井公一
- 富樫公一
- 小此木啓吾
- 大野　裕
- 原田誠一
- 和田秀樹